# Néphologie
Ne doit pas être confondu avec Néphrologie.
La néphologie (du grec ancien νεφέλη pour « brouillard, nuage » et -logie pour étude) est la branche de la météorologie qui traite de l'étude des nuages, de leurs formes et de leur classification. La classification est colligée dans l'Atlas international des nuages de l'Organisation météorologique mondiale et les processus se retrouvent dans la physique des nuages. L'analyse des zones nuageuses sur une carte météorologique est appelé « néphanalyse ».

## Histoire
La science moderne de l'étude des nuages a été fondée par Luke Howard au début du XIXe siècle. Le terme « néphologie » est entré en usage à la fin des années 1800 mais est tombé en désuétude au milieu du XXe siècle bien que cette branche de la météorologie existe encore aujourd'hui, utilisant généralement juste « étude des nuages ».
Elle s'est considérablement accrue avec le temps, à mesure que les météorologues portaient leur attention sur la physique des nuages ainsi que la relation entre les nuages et le réchauffement climatique. Certains scientifiques des nuages pensent que l'augmentation de la température mondiale diminue l'épaisseur et la luminosité (capacité à réfléchir l'énergie lumineuse) des nuages, ce qui à son tour encouragerait une nouvelle augmentation de la température mondiale.